# Lliga General Feixista Neerlandesa
La Lliga General Feixista Neerlandesa (en neerlandès: Algemeene Nederlandsche Fascisten Bond, ANFB) va ser un petit partit polític feixista dels Països Baixos fundat el 1932.
El partit va intentar crear un volksfascisme, i encara que no va aconseguir complir aquest objectiu, es considerava més prop de Benito Mussolini que d'Adolf Hitler, malgrat la retòrica típicament hitleriana. Propugnava la formació d'un Estat panneerlandès, anomenat Dietsland que comprèn Flandes i Luxemburg.
El partit no va obtenir un bon resultat en les eleccions legislatives del 1933 (0,46% dels vots i zero escons) i va desaparèixer de l'escena política. El grup va confluir en la Concentració Corporativista (en neerlandès: Corporatieve Concentratie) al costat dels seguidors d'Alfred Haighton i a la Unió Nacional, però el líder Jan Baars no va trobar punts en comú amb les idees de Carel Gerretson, el líder d'aquest nou grup, i el 1934 va dissoldre l'ANFB. Els seus militants van confluir principalment en el Partit Nacional Socialista dels Treballadors Holandesos.